# Перелли, Луиджи
Луи́джи Пере́лли (род. 26 октября 1937 года, Ла Специя) — итальянский режиссёр и сценарист, российскому зрителю более всего известен как режиссёр большинства сериалов телеэпопеи «Спрут»: «Спрут 3», «Спрут 4», «Спрут 5», «Спрут 6», «Спрут 7», «Спрут 10».

## Биография
Родился в Лигурии, хотя его родители были родом из Тосканы и Абруццо. Он учился в университете во Флоренции на факультете политологии. Получив диплом, в 1962-63 годах он отправился в Рим для учёбы в Экспериментальном центре кинематографии. С тех пор жизнь Перелли была связана только с кино и телевидением.

## Создание «Спрута»
В интервью о создании «Спрута» Перелли рассказал, что к середине 1980-х в итальянской культуре практически не было героев-полицейских и вообще героев, стоящих на страже законности. Более того, полицейские часто служили антагонистами в кино и литературе. И в то сложное время, когда мафия вышла за всякие рамки и начала расстреливать даже полицейских и карабинеров, очень важно было показать, что есть люди готовые ей противостоять, и эти люди — настоящие герои, на которых нужно равняться. Такого героя Перелли стремился сделать и сделал из комиссара Каттани.

## Фильмография
| Фильм                                                                 | Оригинальное название                                      |
| --------------------------------------------------------------------- | ---------------------------------------------------------- |
| Всё ради моих детей (телефильм, 2004)                                 | Rivoglio i miei figli                                      |
| Дело совести (мини-сериал, 2003)                                      | Un caso di coscienza                                       |
| Спрут 10 (телефильм, 2001)                                            | La piovra 10                                               |
| Подозрения (телесериал, 2000)                                         | Sospetti                                                   |
| Morte di una ragazza perbene (телефильм, 1999)                        | Morte di una ragazza perbene                               |
| В самое сердце (телефильм, 1997)                                      | In fondo al cuore                                          |
| Рэкет (мини-сериал, 1997)                                             | Racket                                                     |
| Roma dodici novembre 1994 (короткий метр, 1995)                       | Roma dodici novembre 1994                                  |
| Спрут 7: Расследование убийства комиссара Каттани (мини-сериал, 1995) | La piovra 7 — Indagine sulla morte del commissario Cattani |
| Спрут 6: Последний секрет (мини-сериал, 1992)                         | La piovra 6 — L’ultimo segreto                             |
| 18 лет через неделю (1991)                                            | 18 anni tra una settimana                                  |
| Спрут 5: Корень проблемы (мини-сериал, 1990)                          | La piovra 5 — Il cuore del problema                        |
| Спрут 4 (мини-сериал, 1989)                                           | La piovra 4                                                |
| Спрут 3 (мини-сериал, 1987)                                           | La piovra 3                                                |
| Прощание с Энрико Берлингуэром (1984)                                 | L’addio a Enrico Berlinguer                                |
| La casa rossa (мини-сериал, 1981)                                     | La casa rossa                                              |
| Amore grande, amore libero (1976)                                     | Amore grande, amore libero                                 |
| Lo chiamavano Verità (1972)                                           | Lo chiamavano Verità                                       |
| Al Fatah — Palestina (1970)                                           | Al Fatah — Palestina                                       |